# Lucius Stertinius Avitus
Pour les articles homonymes, voir Avitus.
 (mai 2016).
Lucius Stertinius Avitus (fl. 92) est un homme politique de l'Empire romain.

## Vie
C'est le fils de Marcus Stertinius Rufus, un sénateur romain. Il est consul suffect en 92.
Il est le père de Lucius Stertinius Noricus.